# Ano Syros
Ano Syros (řecky Άνω Σύρος, „Horní Syros“) je obecní jednotka, komunita a město ležící na řeckém ostrově Syros ve střední části Egejského moře. Je součástí obce Syros-Ermupoli v regionální jednotce Syros a kraji Jižní Egeis. Do roku 2011 bylo samostatnou obcí. Nachází se v severní a střední části ostrova Syros a na neobydleném ostrově Gyaros. Na jihovýchodě sousedí s obecní jednotkou Ermupoli a na jihu s obecní jednotkou Poseidonia. Je jednou ze tří obecních jednotek na ostrově.

## Obyvatelstvo
V obecní jednotce žilo v roce 2011 3877 obyvatel, z čehož připadalo 2133 na stejnojmennou komunitu a 862 na obec. Obecní jednotka Ano Syros od roku 2011 zahrnuje 4 komunity. V závorkách je uveden počet obyvatel komunit a sídel.
- Obecní jednotka Ano Syros (3877)
  - komunita Ano Syros (2133) — Agios Dimitrios (56), Ai Michalis (11), Alithini (89), Ano Syros (862), Episkopeion (500), Kinion (560), Mittakas (26), Papouri (4), Plati Vouni (544), Foinikia (10), Chalandriani (3) a ostrovy Gyaros (0) a Varvarousa (2),
  - komunita Galissa (515) — Danakos (78), Galissa (437),
  - komunita Chrousa (269) — Chrousa (269),
  - komunita Pagos (960) — Agros (89), Mesaria (279), Pagos (363), Parakopi (229).